# Svendborg-Faaborg Banen
Svendborg-Faaborg Banen (SFB) var en jernbane mellem Svendborg og Faaborg på Sydfyn (1916-54). Den blev anlagt som privatbane og blev forpagtet af Sydfyenske Jernbaner (SFJ), som 1. april 1949 blev overtaget af DSB – så SFB endte med at være statsbane.

## Historie
Banen var med i den store jernbanelov fra 1908. Faaborg-Svendborg Jernbaneselskab fik koncession på driften 15. juni 1914, hvorefter banen blev projekteret af SFJs baneingeniør Johannes Stensballe. Banen blev fra starten drevet af SFJ. I kontrakten med SFJ var det anført, at der ikke måtte være mindre end fire daglige persontog i hver retning, samt at banens rullende materiel også måtte anvendes på andre strækninger under SFJ.
Kun strækningen Svendborg-Katterød blev nyanlagt. Mellem Katterød og Faaborg brugte SFB Nyborg-Ringe-Faaborg Banens eksisterende spor. Der blev eksproprieret til dobbeltspor på denne strækning og banehegnet blev flyttet, men det andet spor blev aldrig anlagt. I Katterød havde der kun været et ledvogterhus med billetsalg, men der blev bygget en ny forgreningsstation.

## Strækningsdata
- Åbnet: 25. november 1916
- Længde: Svendborg-Katterød 22,1 km, Katterød-Faaborg 4,3 km, i alt 26,4 km
- Sporvidde: 1.435 mm
- Skinnevægt: 22,37 kg/m
- Ballast: Grus (Katterød-Faaborg sten)
- Maks. hastighed: 45 km/t
- Nedlagt 22. maj 1954

## Standsningssteder
Alle 5 mellemstationer havde læssespor med omløb, siderampe og stikspor til enderampe. Alle 3 trinbrætter havde venteskur af træ med søjler.
- Svendborg station (Svg) i km 0,0 – forbindelse med Svendborgbanen til Odense og Svendborg-Nyborg Banen.
- Skovsbo trinbræt (So) i km 4,0.
- Egense station (Eg) i km 6,3 med krydsningsspor, svinefold og privat varehus.
- Ollerup station (Ops) i km 9,1 med krydsningsspor, svinefold og privat varehus.
- Åkilde trinbræt (Ak) i km 11,2 med krydsningsspor.
- Vester Skerninge station (VK) i km 12,4 med krydsningsspor og svinefold.
- Ulbølle station (Ul) i km 14,1 med svinefold og privat varehus.
- Vester Åby station (Vy) i km 17,7 med krydsningsspor. Fra 1917 sidespor til A/S Jens Nielsens Maskinfabrik, senere "Damas".
- Nakkebølle trinbræt (Nk) i km 19,5 med krydsningsspor.
- Katterød station (Kts) i km 22,1 – forbindelse med Nyborg-Ringe-Faaborg Banen.
- Faaborg Banegård (Få) i km 26,4 – forbindelse med Odense-Nørre Broby-Faaborg Jernbane.

### Bevarede stationsbygninger
Alle 5 stationsbygninger er bevaret. Katterød og Faaborg, se Nyborg-Ringe-Faaborg Banen.
- Egense: Egense Stationsvej 1
- Ollerup: Østre Stationsvej 2
- Vester Skerninge: Vestre Stationsvej 2
- Ulbølle: Nyvej 71
- Vester Åby: Industrivej 6

### Strækninger hvor banetracéet er bevaret
3 km af tracéet er bevaret og tilgængeligt, heraf halvdelen lige vest for Svendborg, hvor Øhavsstien følger tracéet på 1½ km.
- Øhavsstien støder til vest for Svendborg
- Øhavsstien drejer fra i Poulinelund
- Sti mellem Ulbølle og Vester Skerninge
- Sidevej til Nyvej i Ulbølle